# Марк Блок
Марк Леополд Бенжамен Блок (фр. Marc Léopold Benjamin Bloch; Лион, 6. јул 1886 — Сен Дидје де Форман, 16. јун 1944) био је француски историчар, један од најзначајнијих историчара 20. века и суоснивач веома утицајног историографског усмерења, оличеног у Школи Анала. С обзиром да је био Француз јеврејског порекла Драјфусова афера је оставила великог утицаја на његово размишљање. Што се набоље увиђа када су кривотворење информација и феномен масовне хистерије у питању. Више образовање је стекао на престижној Вишој нормалној школи у Паризу, где се школовао од 1904. до 1908. године. Учествовао је у Првом светском рату, где је напредовао од наредника до капетана. Након рата 1919. године запослио се на Универзитету у Стразбуру, где је радио све до 1936. године, када прелази на на Универзитет у Паризу, као професор економске историје. Дела по којима ја остао запамћен, која су уједно била кључна у новим пољима друштвене, економске и културне историје, су пре свега Рурална историја Француске из 1931. године и Занат историчара који је објављен постхумно 1949. године. Блок је погинуо пред крај Другог светског рата, када га је 1944. године стрељао Гестапо, због учествовања у Француском покрету отпора.

## Младост и Први светски рат
Блок је рођен у Лиону у јеврејској породици 1886. године. Отац му је био професор античке историје Гистав Блок. Студирао је на престижним универзитетима у Паризу, Лајпцигу и Берлину. У Првом светском рату је обављао функцију пешадијског официра, а током рата је достигао ранг капетана. За своју службу током Првог светског рата одликован је Националним орденом Легије части. После рата се запошљава на факултету у Стразбуру, где је радио све до 1936. године када прелази на Сорбону у Париз, где предаје углавном економску историју.

## Интелектуални утицаји
У својој младости, периоду у коме се формирао његов поглед на прошлост људског деловања, Марк Блок је био под великим утицајем француског историчара Нума-Денија Фистела де Куланжа. Његов утицај се огледа у успостављању свеобухватном приступу, када је изучавање људске историје у питању. Стављао је акценат на процесе које ће Бродел касније назвати периодима „дугог трајања” као и на међусобни утицај социоекономске сфере са идејама одређене епохе, оно што ће касније бити концептуализовано као историја менталитета. Други важан утицај у том формативном периоду био је један од оснивача социолошке дисциплине Емил Диркем. Блок је преко Диркема преузео поимање „колективне свести” када је изучавање друштвених феномена у питању, као и саму идеју интеграције историографије са социологијом и теоријским формулацијама које би се могле применити на изучавање прошлости. Поготову је важна била примена компаративног метода у друштвеним истрживањима. Ипак Блок није могао прихватити тежње одређених социолога и друштвених научника позитивиситчке оријентације, који су заговарали примат таквог истраживачког усмерења у друштвеним дисциплинама. На другом крају спектра су се налазили историчари са одбацивањем позитивистичке методологије и давањем примата истористичким методама. Блок је тежио интеграцији теорија и метода позитивизма, и генерално методлогије потекле из друштвених наука, са историографским, али је одбијао да се приклони искључиво таквом виду истраживања. Поред Фистела и Диркема, Блок је био заинтересован за што ширу интердисциплинарност када је изучавање прошлости у питању. Велики утицај на њега остварила су нова стремљења у дисциплинама као што су лингвистика, психологија и географија, поготову предавања чувеног француског географа Пола Видала де ла Блаша. Поред свих наведених мислилаца и дисциплина, можда је више од свих на његов рад утицао његов будући колега и пријатељ, један од најважнијих историчара 20. века Лисјен Февр.

## Историја менталитета
Марк Блок се током целе своје каријере бавио претержно изучавањем средњовековне историје. Први значајни рад Блок је објавио 1920. године под називом „Краљеви и кметови”. То је дело које одсликава његова интересовања и методолошке привржености којих ће се држати током целог радног и животног века. Краљеви и кметови је критичка анализа ослобађања краљевских себара у 14. веку, у коме је Блоку главни циљ представљало побијање тезе како су француски монарси 14. века приступали ослобађању кметова из одређених моралних побуда, проузрокованих растом просвећености у Европи. Ту се већ огледало интересовање за истраживање менталитета једне епохе, која ће Блок развијати у својим каснијим делима. Сличан рад у тематском и методолошком смислу представља следеће дело под називом „Краљеви чудотворци” написано 1924. године. У том делу Блок је обрађивао један феномен повезан са средњовековним сујеверјем. У питању је била „способност ” енглеских и француских краљева да путем додира излече људе који су боловали од шкрофула. Период који је обрађен се протезао од 11. до 18. века. У том делу које се углавном бави сујеверјем, верским мистицизмом и разним ирационалним веровањима, долази до примене компаративистичке методе, када Блок упоређује промену која се догодила између менталитета средњег и новог века, у односу на Француску његовог доба.

## Феудално друштво
По многима најзначајније дело Марка Блока јесте „Феудално друштво” (1939—1940). За разлику од дела која су јој претходила обухвата краћи временски период, али је шире тематике. Период обрађен у овом делу се протеже између 900. и 1250. године. Извори на којима је рађено су били разноврсног карактера и језичког порекла, рађено је на француским, енглеским и немачким документима. Иако је био упознат са Марксовим делом, Блок не супротставља феудализам капитализму, него „прво феудално доба ” (10. и 11. век) дефинише као период без класа и државности. Између 1050. и 1150. године Блок смешта „друго феудално доба” које одликују формирање правих класних и управљачких односа, али које је парадоксално мање феудално него пређашње. Компаративистичка метода преузета из социологије долази до изражаја још једном у највећем Блоковом делу. Упоређују се енглески, немачки и француски феудални системи, са француским као неком врстом „апсолутне референце”. Постоји спомињање могућности јапанског феудализма, са предлогом да се широм света потраже и други примери, али се фокус увек враћа на Европу.

## Чудни пораз и методологија
Током Битке за Француску 1940. године Блок је поново мобилисан. Након француског пораза написао је дело под називом „Чудни пораз” што је уједно једна од првих анализа пораза Француске у рату са нацистичком Немачком. Одговорност је приписана вишим политичким и војним класама француског друштва, које су технолошки и политички веома конфузно дочекале и реаговале на избијање самог сукоба. У складу са својим истраживачким склоностима, поготову када је изучавање менталитета у питању, Блок је сматрао да је колективни морал, и колективна психологија француског друштва пред избијање рата била један од одлучујућих фактора, који су допринели поразу од Немачке.
Током рата и окупације, Блок је написао своје последње дело, методолошке тематике и карактера, под називом „Занат историчара”. Књига је написана током 1941. и 1942. године, а објављена је постхумно 1949. године када је рукописе средио за објављивање Лисјен Февр. Ова књига представља једно од најзначајнијих дела написаних у областима историографије и генерално методологије историчара. У њој Блок скицира своја идејна стремљења када је методлошки приступ у питању, па тако велики део књиге јесте посвећен заговарању интердисциплинарности тј. већој интеграцији између историографије и осталих друштвених наука. У том циљу је истакнута потреба за тоталном историјом, која ће да обухвати сваки аспект друштвеног живота и људског деловања у том контексту. Последње Блоково дело је остварило велики утицај на историчарску професију. До данашњих дана многи историчари, поготову они у складу са усмерењима Анала, проналазе инспирацију и знање када је методолошки аспект историографије у питању.

## Анали
Школа Анала је назив за историографску школу, методолошких и идејних истомишљеника када је поручавање прошлости у питању, окупљених око часописа Анали економске и социјалне историје, који су 1929. године основали Марк Блок и Лисјен Февр. Акценат је био на критици дотадашње историографије, која је у складу са истористичким усмерењем давала предност политичкој, дипломатској и војној историји, тачније историји држава и нација. Док су „аналисти” тежили тоталној историји, истичући дубље и дуговечније социоекономске структуре, за које су тврдили да врше пресуднији утицај на историјски развој од „догађајне историје”. Духовни претходник таквих стремљења био је Анри Бер. Историчар који је почетком 20. века заговарао синтетички приступ изучавању историје, назвавши га „нова историја”. Одлучујући је био његов утицај на двојцу пионира аналистичке школе, Февра и Блока. Главни циљ је дакле било успоставити историју која оцртава тоталну слику прошлости, са свим аспеткима људског живота, обухваћеним кроз једну методолошку синтезу, путем сарадње са економистима, лингвистима, психолозима, социолозима итд. Иако под великим утицајима структурализма, аналисти су одбацивали његову ригидну, неисторијску шему, која је индивидуалним историјским чиниоцима придавала изузетно мали значај. Код Блока и осталих аналиста појединац, као и појединачни историјски феномени, који спадају у „догађајну историју” добијају изузетно низак значај за историографску анализу. Са друге стране, структуралистичке методе и стављање акцента на шире историјске формације и дуже периоде, добија више облик различитих структуралистичких интерпретација, него примене структуралистичке теорије. Као највећа мана оваквог приступа прошлости истиче се занемаривање политичке историје, и односа моћи у друштвеном контексту. Међу најагресивнијим критичарима такве врсте били су марксистички оријентисани историчари. Утицај онога што се назива Школа Анала био је изузетно велик. И поред тога што концептуализација различитих ствараоца у једну унификовану школу даје поједностављену слику, такве методолошке и историографске идеје су извршиле огроман утицај на писање о прошлости током 20. века, као једно од најплодотворнијих историографских усмерења.

## Погубљење
Након пораза Француске у Другом светском рату 1940. године Блок се придружио Француском покрету отпора. У почетку је обављао ситније задатке, као што су достава порука и дневних новина. Након тога је прешао у Лион, где је био изолжен већим опасностима, где је боравио под другим именом. Сарађивао је са познатим предводником покрета отпора Жаном Муленом, чијим ће хапшењем Гестапо доћи и до информација о Блоку. Успевао је да избегне хапшењу од стране Гестапа, све до 1944. године, када је издајом ухваћен. Марк Блок је стрељан 16. јуна 1944. године, у серији погубљена које је Гестапо извршавао над припадницима покрета отпора, десет дана након савезничког искрцавања у Нормандији.